# Дынная груша
Ды́нная гру́ша, Пепино, или Сладкий огурец (лат. Solanum muricatum) — вечнозелёный кустарник семейства Паслёновые, происходящий из Южной Америки, выращиваемый ради съедобных сладких плодов, по цвету и аромату напоминающих дыню, огурец, тыкву. Наиболее широко культивируется в Перу, Чили и Новой Зеландии.

## История

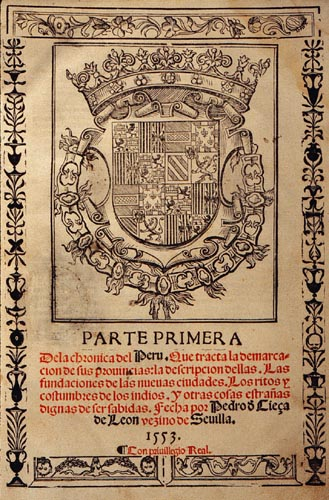
Первая часть книги «Хроника Перу», впервые описывающая пепино Южной Америки (1553)

В 1553 году пепино впервые упоминается в литературе — в книге «Хроника Перу» Педро Сьесы де Леона:

Кое-где, при отсутствии маиса, кладут в землю корень юкки, полезной для изготовления хлеба и напитков; и выращивается много сладкого картофеля [batatas dulces], по вкусу он, как каштаны. А также есть несколько [видов] картофеля, и много фасоли, и других вкусных корней. Во всех этих долинах встречается также один весьма своеобразный плод, из тех что я видел, называемый «огурцы» [Pepinos], очень вкусные, а некоторые очень ароматные.— Сьеса де Леон, Педро. Хроника Перу. Часть Первая. Глава LXVI.

## Ботаническое описание

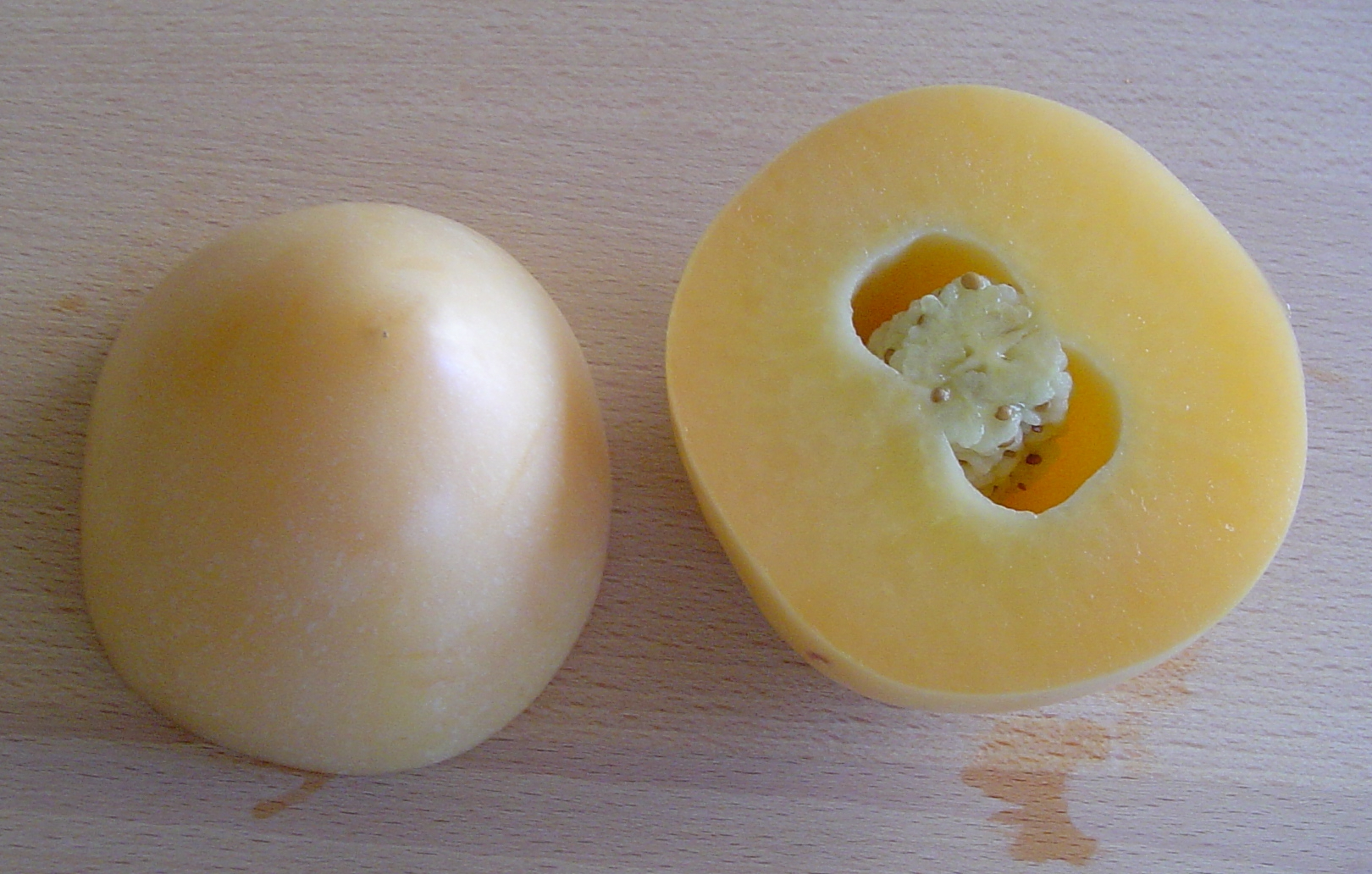
Плоды пепино

Пепино — это многолетнее растение, представляющее собой ветвистый полуодревесневший кустарник, высотой до полутора метров со вкусными и ароматными плодами. Выращивают пепино в средней полосе в обогреваемых теплицах или как домашнее растение — на подоконнике, в зимнем саду.
Плоды пепино очень разнообразны, и отличаются друг от друга по размеру, форме, цвету и качеству. Многие из них имеют экзотическую окраску — ярко-жёлтый фон с зубчатыми пурпурными штрихами. Мякоть спелого плода жёлтая или бесцветная. На вкус кисло-сладкая и очень сочная, так как на 92 % состоит из воды. Кисловатость этому плоду придаёт витамин С, который в нём содержится. Пепино богат каротином, железом и пектиновыми веществами, большим количеством витаминов А, В1, В2 и РР.
Цветки новой овощной культуры больше всего похожи на картофельные. Стебель и листья, как у перца.
Сладкий огурец состоит в семействе Пасленовые, является родственником томата и перца. Его раскидистые кусты, с плотными вечнозелеными листьями, достигают высоты 1,5 м. Плоды весят 180-400 г, видом напоминают дыню. Кожица окрашена в желтовато-зеленый оттенок, и расчерчена фиолетовыми прерывистыми полосками. В центральной части пепино, как у дыни, находятся семена.

## Распространение
Пепино — древняя плодовая культура Перу. В Европу растение попало в 1785 году, а спустя сто лет добралось и до России. В 1890 году в Санкт-Петербурге на очередной сельскохозяйственной выставке дынную грушу высоко оценил Александр III, и по его приказу семена пепино были разосланы во все дворцовые оранжереи. Вплоть до октября 1917 года растение неплохо себя чувствовало на российской почве, но потом о нём забыли на долгие годы, вплоть до 1980-х.

## Классификация
В 1980-х годах возник новый интерес к дынной груше. На сегодняшний день в мире насчитывается уже двадцать пять её сортов. В России выделены два сорта, специально адаптированных к нашим условиям: «Консуэло» и «Рамзес».

## Посадка и уход
Размножают пепино семенами и черенками. Проращивают их на увлажнённых бумажных салфетках, закрыв прозрачными пакетами, в темноте при температуре 26-28 градусов. Проклюнувшие семена переносят в теплое светлое место. Когда семядоли раскроются, сеянцы пикируют.
Но проще всего дынную грушу размножать укоренением черенков. Приживаются они хорошо, и плодоносить начинают раньше. Уход за рассадой такой же, как и за баклажанами. Рассаду из семян до конца февраля досвечивают по 16-18 ч.
В отапливаемую теплицу рассаду высаживают с конца марта — 3 растения на 1 кв.м. Раз в неделю её подкармливают комплексными удобрениями. Полезна внекорневая подкормка разведённой молочной сывороткой (1:10) с раствором микроэлементов. Формировка обычно идёт в один стебель. Для того чтобы завязались плоды, растения нужно слегка встряхивать.

## Защита от болезней и вредителей
При выращивании пепино Консуэло и Рамзес необходимо особое внимание уделять профилактике болезней и борьбе с вредителями. Дынное дерево может страдать от гнилей и других недугов, свойственных Пасленовым растениям. В качестве профилактики применяют обработку кустов Фитоспорином, Алирином Б, Фитовермом. Защитить растения от фитофтороза поможет опрыскивание листвы раствором молочной сыворотки: 1 стакан на 10 л.
Зелень пепино по вкусу тле, паутинному клещу, колорадскому жуку. Насекомых уничтожают Актарой, Инта Виром, Актелликом.

## Уборка
Плоды созревают в разное время: когда они станут размером с гусиное яйцо и приобретут кремовый или бледно-жёлтый цвет, их снимают. Перезрелая дынная груша становится невкусной. Зрелые плоды можно хранить несколько месяцев при температуре 4-5 градусов.

## Применение
Жители Японии и Южной Америки готовят из пепино фруктовые салаты и десерты. В Новой Зеландии из него готовят супы, соусы, подают к мясу, рыбе и морепродуктам. Кроме этого, его можно солить, консервировать, сушить, замораживать, варить варенье, джемы и компоты.